# 新宿事件
《新宿事件》是2009年上映的犯罪劇情電影，由英皇電影投資，成龍製作兼主演，爾冬陞編劇兼導演。2007年11月在中國和日本開拍，於2008年夏天殺青。這部電影比較偏向文藝和內心戲，而非成龍所擅長的動作電影。主角鐵頭並未被塑造成身手過人的角色，這在成龍主演的電影中可說是一大創舉。成龍本人亦曾表示，這部電影大約只有1%的動作場景。這部電影也是日本資深演員峰岸徹生前的最後一部電影。

## 劇情
90年代初期，來自中國東北農村的拖拉機駕駛员鐵頭，其初戀秀秀跟随身為日本遺孤的親戚遠去日本發展卻失聯，使他決定鋌而走險偷渡到日本尋找她。他在離開時為了躲避邊防而丟失證件與一身財物，沒有身份的他從此踏上這條不歸路。鐵頭前去投靠比他早先來到日本的同鄉友人阿傑，從此加入其他華人偷渡客的群體中，從事清理下水道、掩埋場等一些髒亂又危險的黑工維生。一次餐會打工時，他意外找到如今改名換姓為「結子」的秀秀已嫁給日本黑幫「三和會」副會長江口利成，深知來晚一步且不想干涉她的鐵頭，為了生活無慮而決定帶領夥伴奮發圖強改善生活。
鐵頭一行人開始在新宿歌舞伎町從事盜賣電話卡、刷假信用卡等不法方式賺錢，還在本地台南幫經營的彈珠機店的其中一台機器上動手腳的方式撈錢。膽小怕事的阿傑因不適合撈偏門，一行人便用湊到的錢幫他買一輛炒栗子攤車，讓其改走正行維生。然而麻煩卻接踵而來，阿傑首先因為追求暗戀對象靜子，被她父親德叔僱的黑幫暴打，迫使鐵頭帶領全體偷渡客找德叔算賬才搶回攤車。後來，台南幫的高老大發現彈珠機被動過手腳，於是將幫同伴佔位子的阿傑誤認成動手腳的人，導致阿傑備受暴打、毀容、砍掉右手。憤怒的鐵頭為了替阿傑討公道而潛入台南幫俱樂部，期間目睹高老大偷偷跟三和會渡川組共謀，當眾背叛且企圖刺殺江口，鐵頭出手營救並斬斷高老大的右臂，協助江口逃走後獲得其賞識。為了能帶同伴闖出天下且不再受人欺壓，鐵頭最終同意替江口辦事。
鐵頭幫江口連續殺害三和會現任會長村西弘一、以及渡川組頭領渡川太郎，造成黑幫內部狗咬狗，最後讓江口獲得支持接任會長。作為交換條件，鐵頭一眾人得到日本永久居留證以及台南幫的所有地盤，一行人從此名聲四起，開辦一家東華商事株式會社作為總部。幾年過去，鐵頭獨自轉念從事重型機具貿易的正當生意洗白，將會社事務交託給其他夥伴管理，卻未料到他們繼續走不法生財的老路，甚至逐漸得寸進尺。康復的阿傑也從此性情大變，吸收新來的年輕人拉幫結派、包管店家、販毒營利，行事手段也越加狂妄。由華人所牽扯的一連串仇殺事件也引發社會關注，東京警視廳將鐵頭的勢力列為「華東組」，準備加大力道取締這種暴力團；唯獨幾年前在下水道搜查時被鐵頭救過一命的刑警北野仍然相信著鐵頭，親自希望他能出面勸昔日的夥伴收手。
鐵頭認為他的夥伴日漸放肆都是自己一手造成，決定一人做事一人當，忍痛跟交往多年的酒吧老闆娘麗麗就此分別後，跟著北野回去勸說所有偷渡客集體改邪歸正，並最後當證人指證江口。同時在三和會內部，大多數人無法再容忍江口持續助陣華人來維持勢力，江口的親信中島帶頭倒戈，聯合高老大的台南幫前去殲滅江口以及所有華人。在會社，阿傑等大多數人不滿鐵頭要他們漂白，昔日出生入死的兄弟瞬間反目、自相殘殺。在樓下，中島等大量黑幫前來攻佔，鐵頭目睹身邊的兄弟一個一個戰死，在場的江口也被中島槍擊，他向鐵頭交出記錄所有黑幫生意資料的隨身碟後死去。鐵頭用竹竿捅傷高老大，北野叫來警察逮捕所有人，而中島帶一部分人逃跑。鐵頭回到偷渡客群居屋找到被砍傷的阿傑，其認清自己仍是當年的“膽小鬼”，並靠吸毒緩解肚破腸流的痛苦後斃命。
一夜之間失去一切的鐵頭陷入自責，通知秀秀和北野要在大久保車站會面來自首，但秀秀因為女兒被渡川組性命要挾而被迫交代出鐵頭的所在地。中島馬上帶人到車站解決後患，鐵頭一路狂奔之下身負數槍而倒地，直到北野及時趕來射傷且拘捕中島等人。但北野發現鐵頭消失，跟著血漬一路回到他和鐵頭首次碰面的下水道口找到奄奄一息的他。臨死的鐵頭將證據隨身碟交給北野後，自願順著下水道漂走來還清對北野的虧欠，最後對北野喊出「我們大家不欠大家」，並在同時回憶起他跟同伴的種種美好回憶。沒聽清他的話的北野，只能目視著鐵頭的遺體被急流沖走。

## 演員
| 演員     | 角色           | 介紹 |
| 成龍     | 趙鐵／鐵頭     | 來自中國東北的村大哥，為了尋找失聯女友而冒險偷渡到日本，敢衝勇猛、重情重義的他，在華人偷渡群體中當上老大，幹完幾番不法勾當後希望能洗白，卻從此埋下日後衝突的種子。 |
| 竹中直人 | 北野           | 東京警視廳刑警，會說一口不流利的中文，曾被剛來時的鐵頭救過一命，從此一直相信著他的為人。                                                                           |
| 吳彥祖   | 阿傑           | 鐡頭的同鄉，比鐵頭更早偷渡到日本，個性膽小，不敢做非法勾當，改行時也不慎受傷害而性情大變。                                                                         |
| 徐靜蕾   | 秀秀／江口結子 | 鐡頭在中國的青梅竹馬，當初決定陪親戚前往日本發展，後來在日本改名嫁給身為三和會副會長的江口。                                                                       |
| 范冰冰   | 麗麗           | 酒吧老闆娘，一次因鐡頭的搭救而跟偷渡客們打成一片，從此喜歡鐵頭並與之交往。                                                                                         |
| 加藤雅也 | 江口利成       | 三和會副會長，受台南幫背叛時被鐵頭所救，隨後一路靠鐵頭出力賣命成為三和會的會長。                                                                                   |
| 林雪     | 老鬼           | 偷渡客之一，年紀最大，個性溫和，待人幽默且講義氣，眾人當中手腳最為利落的扒手。                                                                                     |
| 盧惠光   | 小戴           | 偷渡客之一，跟著鐵頭和阿傑等人打拼天下。 |
| 錢嘉樂   | 香港仔         | 來自香港的偷渡客，只會說粵語，在掩埋場被鐵頭救過後從此和他稱兄道弟。                                                                                               |
| 連晉     | 太保           | 香港偷渡客，香港仔的大哥，在黑市做買賣，為鐵頭介紹過不少非法生意手段。                                                                                             |
| 澤田拳也 | 中島弘正       | 三和會的幹部，江口的左右手，非常厭惡外國人，也有點不滿老是被江口指手畫腳。                                                                                         |
| 高捷     | 高老大         | 掌握新宿的台灣黑幫「台南幫」首領，在當地勢力龐大、最為兇悍。 |
| 倉田保昭 | 渡川太郎       | 三和會「武鬥派」渡川組的首領，長期盯緊會長寶座，為江口最大的競爭對手。                                                                                             |
| 葉山豪   | 渡川強平       | 渡川太郎的兒子，替父親率領渡川組的黑道份子。 |
| 峰岸徹   | 村西弘一       | 三和會前會長逝世後所選上的新會長，跟江口共同隸屬「穩健派」。 |
| 長門裕之 | 大田原         | 日本知名政治家，人脈廣大，長年資助三和會。 |
| 秦沛     | 德叔           | 新宿中略有聲勢的老華僑，曾經囂張跋扈而教唆黑道痛扁過阿傑。 |
| 湯怡     | 靜子           | 阿傑的暗戀對象，是德叔的女兒。 |
| 庵原涼香 | 江口彩子       | 江口利成和秀秀所生下的女兒。 |
| 齋藤工   |                | 靜子的男友。 |

## 各地電影分級制度
| 電影分級制度 |          |
| 國家／地區   | 級別     |
| 香港         | IIB／III |
| 台灣         | 限       |
| 新加坡       | NC16     |
| 馬來西亞     | 18PL     |
| 日本         | R-15     |

## 票房成績
《新宿事件》於2009年4月2日在港上映，直至5月6日落畫，累積票房$13,913,420港元，為2009年度港產華語片票房十強的第六位。

## 獎項
| 頒獎典禮             | 獎項         | 得獎者   | 結果 |
| -------------------- | ------------ | -------- | ---- |
| 第29屆香港電影金像獎 | 最佳電影     | 新宿事件 | 提名 |
| 第29屆香港電影金像獎 | 最佳导演     | 爾冬陞   | 提名 |
| 第29屆香港電影金像獎 | 最佳摄影     | 北信康   | 提名 |
| 第29屆香港電影金像獎 | 最佳动作指导 | 錢嘉樂   | 提名 |

## 外部連結
- 開眼電影網上《新宿事件》的資料（繁體中文）
- 豆瓣电影上《新宿事件》的資料 （简体中文）
- 时光网上《新宿事件》的資料（简体中文）
- AllMovie上《新宿事件》的资料（英文）
- 爛番茄上《新宿事件》的資料（英文）
- 香港影庫上《新宿事件》的資料（繁體中文）
- 互联网电影数据库（IMDb）上《新宿事件》的资料（英文）